# Anson (Texas)
Anson é uma cidade localizada no estado norte-americano de Texas, no Condado de Jones.

## Demografia
Segundo o censo norte-americano de 2000, a sua população era de 2556 habitantes. 
Em 2006, foi estimada uma população de 2397, um decréscimo de 159 (-6.2%).

## Geografia
De acordo com o United States Census Bureau tem uma área de 
5,4 km², dos quais 5,4 km² cobertos por terra e 0,0 km² cobertos por água. Anson localiza-se a aproximadamente 519 m acima do nível do mar.

## Localidades na vizinhança
O diagrama seguinte representa as localidades num raio de 32 km ao redor de Anson. 